# De Havilland DH.100 Vampire
Il de Havilland DH.100 Vampire era un caccia monomotore britannico: fu il secondo jet da combattimento britannico ad entrare in servizio (preceduto dal Gloster Meteor), ma, pur volando nella versione di serie nel 1944, non fece in tempo a entrare in linea prima della fine della guerra.
Facilmente riconoscibile per la configurazione a doppio trave di coda, ebbe straordinaria diffusione nel dopoguerra e fu il primo aereo a reazione a essere impiegato dall'Aeronautica Militare, che acquistò i primi esemplari (FB 51) direttamente nel Regno Unito mentre, in seguito, una seconda serie (FB 52A) fu prodotta su licenza dalla Macchi e dalla FIAT.

## Storia del progetto
Il progetto del Vampire nacque nel 1941, in risposta ad una specifica emessa dall'Air Ministry per la costruzione di un velivolo a reazione e del relativo turbogetto. In poco più di due anni, sul finire del settembre 1943, venne portato in volo il prototipo, denominato de Havilland D.H. 100: malgrado la sua configurazione inusuale ed il nuovo turbogetto a compressore centrifugo, fin dalle prime prove l'aereo si mostrò essere una macchina estremamente valida e nella primavera del 1944 la Royal Air Force avanzò il primo ordine per 120 velivoli della prima versione da caccia (monoposto) identificati con la sigla F 1.

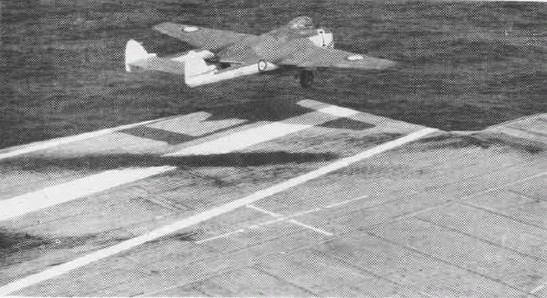
Un Sea Vampire durante una manovra touch and go, sul ponte della portaerei statunitense.

All'epoca le linee di produzione delle officine della de Havilland erano impegnate nella costruzione dei Mosquito, per cui le linee di montaggio del Vampire vennero realizzate presso la English Electric, che alla fine arrivò a produrne oltre 1 000 esemplari.
Il primo esemplare di serie si levò in volo alla fine di aprile del 1945 ed i reparti operativi vennero dotati del nuovo aviogetto nella primavera dell'anno successivo.
Il 3 dicembre 1945 un Sea Vampire effettuò il primo appontaggio di un jet della storia atterrando sul ponte della portaerei britannica HMS Ocean.
Nel frattempo, ebbe inizio il lungo e fruttuoso lavoro di sviluppo della macchina: già nell'autunno dello stesso anno (1946) si svolsero le prime prove con la versione F 3 (che sarebbe divenuta la seconda prodotta in serie), dando così inizio ad una nutrita schiera di versioni che furono prodotte (direttamente dalla casa madre o tramite la concessione della licenza) per almeno un decennio.
Le numerose versioni prodotte trovarono impiego in diversi ruoli (intercettore puro, cacciabombardiere, caccia notturno ed addestratore) e conobbero un considerevole successo commerciale sia in patria sia all'estero, a testimonianza della validità e della versatilità del progetto originario.
Dalla cellula del Vampire, inoltre, furono sviluppati il Sea Vampire (il primo aviogetto imbarcato impiegato dalla Fleet Air Arm) e da parte della francese Société nationale des constructions aéronautiques du sud-est (SNCASE), il Mistral. Un ulteriore sviluppo progettuale sfociò nel suo diretto successore: il de Havilland DH.112 Venom.

## Tecnica

### Struttura

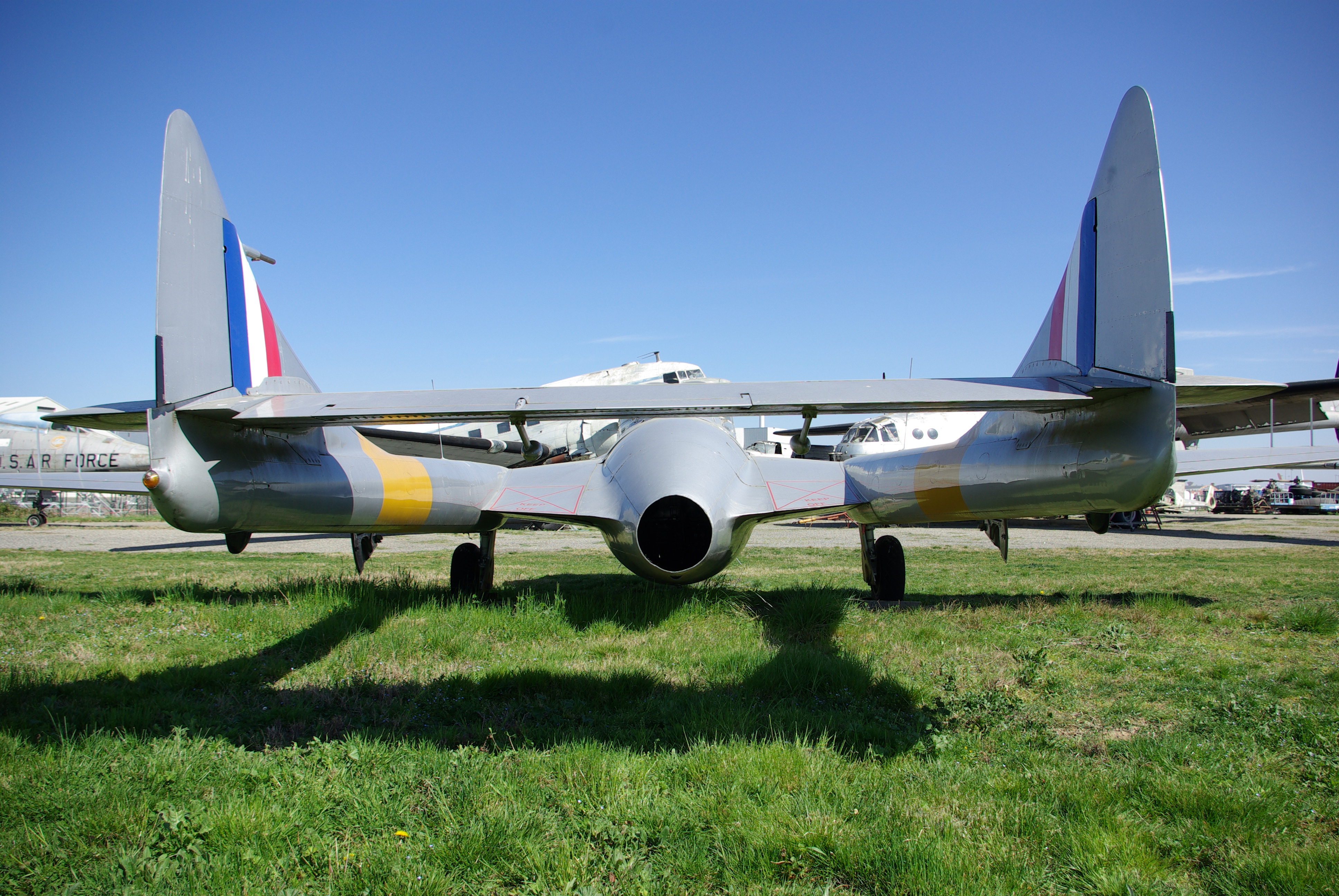
Una visione posteriore del Vampire da dove si apprezza la configurazione a doppia trave di coda e l'ugello di scarico del motore a getto.

Monoplano ad ala media, il Vampire era dotato di fusoliera corta lignea assemblata in due semi-gusci principali che terminava con lo scarico del motore: questo era posto subito dietro la cabina di pilotaggio con le prese d'aria ricavate nello spessore dell'ala, direttamente a contatto con la radice alare. La parte lignea terminava in corrispondenza del bordo di entrata alare posto in prossimità della radice. L'ala era del tipo tradizionale a semi-guscio, in quanto era costituita da centine, da correnti e da un longherone in lega D.T.D. 390; essa era rivestita da pannelli in Alclad ed era basata sui profili E.C.1240.
Dalla sezione mediana delle due semiali partivano le travi di coda a sezione ellittica e presentavano la tipica struttura a semiguscio in D.T.D 390. Le travi di coda terminavano con i piani verticali collegati fra loro da un piano orizzontale, dotato di equilibratore nel bordo d'uscita. Lo scarico del turbogetto era diretto in modo da indirizzare il flusso d'aria al di sotto del piano orizzontale di coda. Tale scelta fu dettata per evitare che perdite per attrito, generate nel tubo di scarico a valle del motore, potessero comportare una cospicua riduzione di spinta. Inoltre veniva evitata ogni interferenza fra il getto e le superfici di controllo, facilitando altresì le operazioni di manutenzione dell'aeroplano, per il quale la sostituzione del motore era estremamente agevole.
La vetratura della cabina di pilotaggio presentava due montanti nella parte anteriore; nelle versioni biposto i due componenti dell'equipaggio erano disposti affiancati.
Il carrello era del tipo triciclo anteriore, con la ruota anteriore disposta all'estrema prua; le gambe posteriori agganciate alle semiali in corrispondenza delle travi di coda, si ritraevano verso l'esterno nello spessore alare.

### Motore
Il prototipo del Vampire era equipaggiato con il turbogetto a compressore centrifugo frutto di un progetto di Frank Halford, costruito dalla stessa de Havilland e designato inizialmente come Halford H.1. Battezzato successivamente come Goblin (una figura leggendaria ricorrente nel folklore di alcuni paesi) e in diverse successive versioni, equipaggerà gran parte dei Vampire costruiti.
Furono realizzati alcuni prototipi dotati del de Havilland Ghost (Fantasma) che, in sostanza, manteneva su scala più grande le stesse caratteristiche del Goblin e alcuni dotati del Rolls-Royce Nene (anch'esso di tipo a compressore centrifugo).
Il motore Nene (che prende il nome da un fiume che nasce nel Northamptonshire) nella versione francese Hispano-Suiza Nene equipaggiò gli esemplari di Vampire costruiti su licenza dalla SNCASE (ribattezzati Mistral).

### Impianti

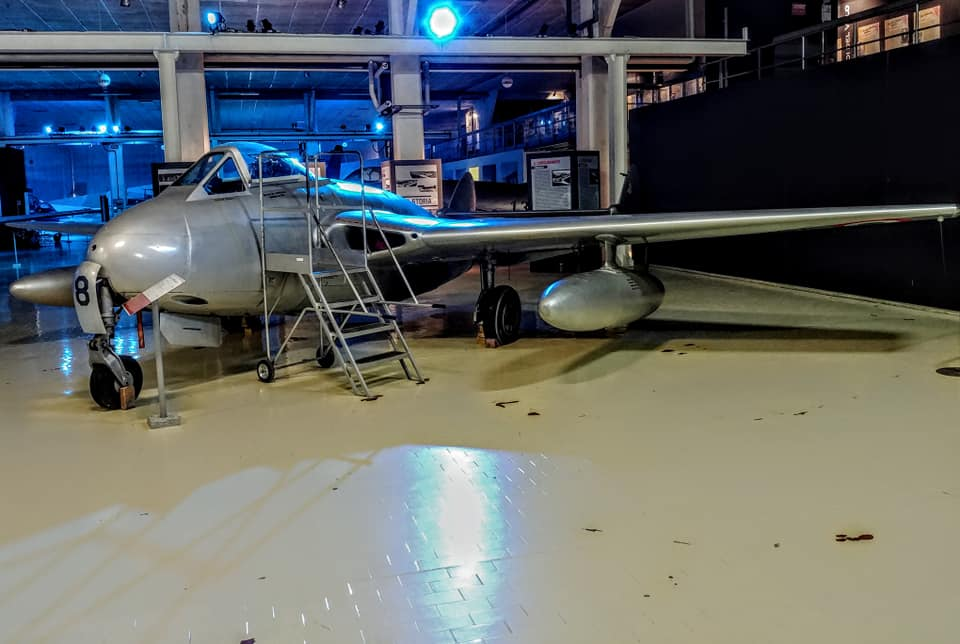
De Havilland DH 100 al Parco e Museo di Volandia.

L'impianto pneumatico era pressurizzato da un compressore azionato dal motore, che caricava una bombola a 450 psi (libbre per pollice quadrato, circa 31 atmosfere). Una pompa a depressione, mossa anch'essa dal Goblin, manteneva in funzione gli strumenti giroscopici.
La principale utenza del sistema erano i freni del carrello principale, il comando dei quali era collocato sulla barra, per quanto riguarda l'assenso ed il blocco per il parcheggio.
L'impianto elettrico faceva capo ad un generatore da 24 VDC, che alimentava due batterie da 12V collegate in serie.
L'impianto idraulico era alimentato da una pompa installata sul Goblin, la quale pressurizzava un accumulatore.
Il sistema azionava l'estrazione/retrazione carrello, gli ipersostentatori e gli aerofreni.
Una pompa a mano di emergenza, posta alla sinistra del sedile, consentiva al pilota di azionare (lentamente) tutte le utenze, in assenza di pressione nell'impianto principale.
L'impianto ossigeno faceva capo a due bombole, caricate dall'esterno attraverso una valvola posizionata dietro lo sportello munizioni destro.
L'abitacolo era pressurizzato spillando una quota parte di aria dal propulsore. Il sistema era avviato intorno ai 15.000 piedi (4.572 m).
Il tettuccio veniva sigillato, dopo la chiusura, grazie al gonfiamento di una guarnizione pneumatica che andava in battuta.
Il Vampire fu uno dei pochi aerei a reazione senza il seggiolino eiettabile. Solamente nelle ultime serie prodotte per l'esportazione e nelle versioni biposto fu installato un seggiolino eiettabile Martin Baker Mk 3.

### Armamento

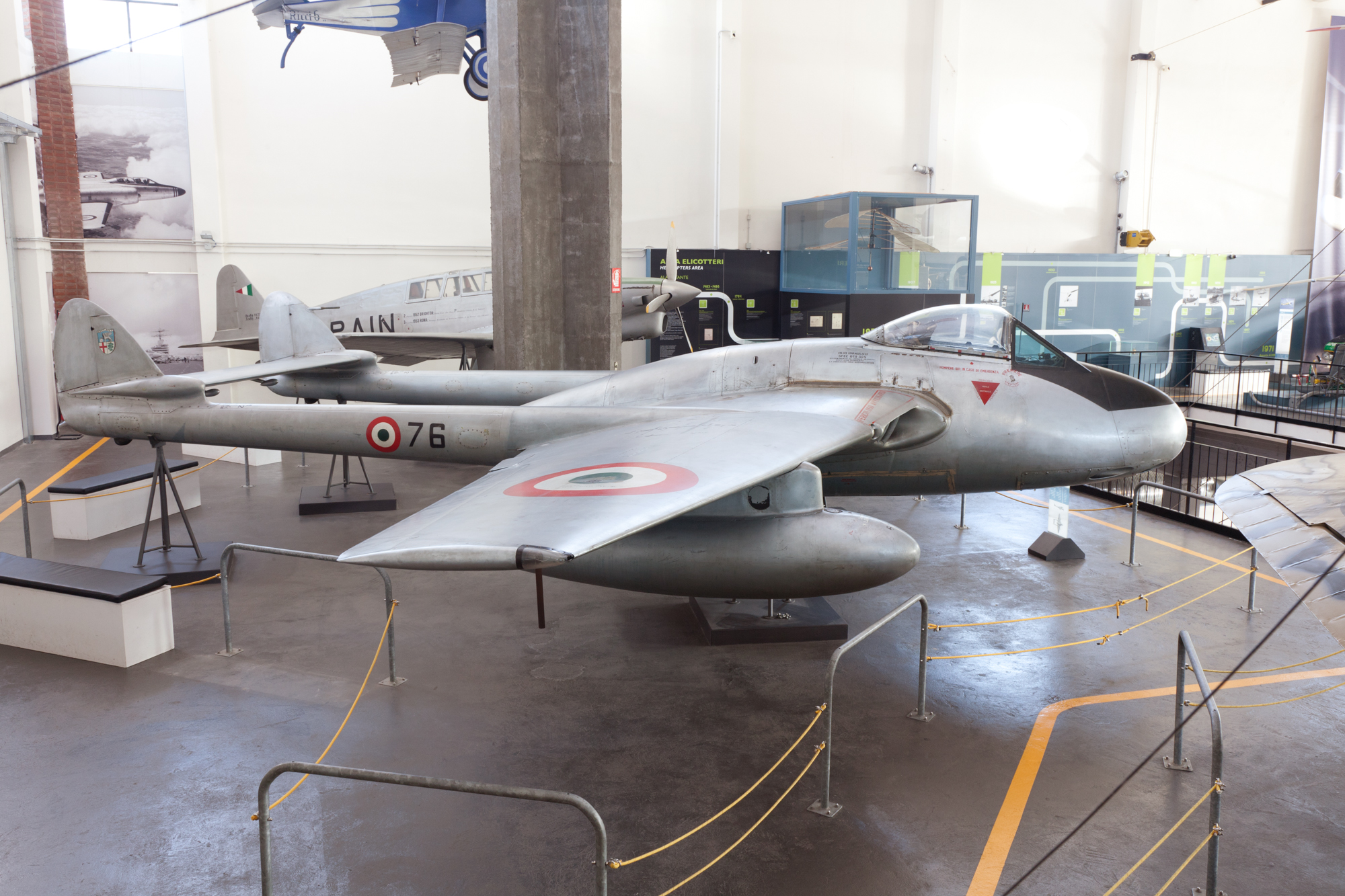
Il Macchi DH 100 Vampire al Museo nazionale della scienza e della tecnologia Leonardo da Vinci di Milano.

In tutte le versioni l'armamento era costituito da 4 cannoni Hispano Mk V disposti all'estrema prua, nella parte inferiore della fusoliera.
In diverse versioni, in particolare nella FB 5, la struttura alare fu irrobustita e furono introdotti due piloni subalari disposti all'esterno delle travi di coda, utilizzati per il trasporto di carichi offensivi per un peso complessivo massimo di 2 000 lb (pari a 907 kg). Tali piloni alari potevano essere utilizzati in alternativa per alloggiare serbatoi supplementari di carburante.

## Impiego operativo

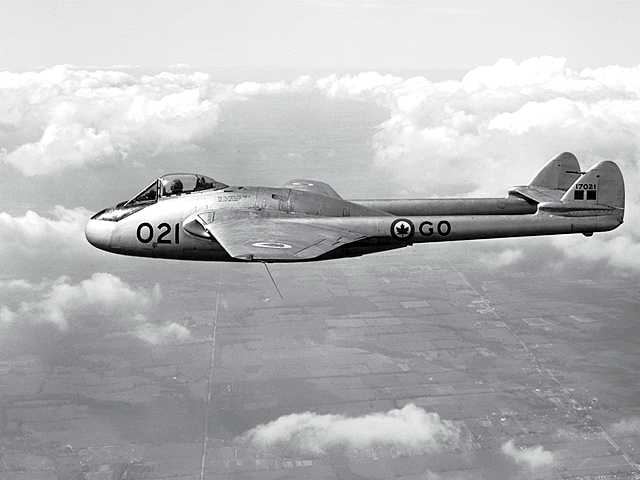
Un Vampire della Royal Canadian Air Force.

La RAF impiegò nei propri reparti il Vampire contemporaneamente al Gloster Meteor: al Vampire spettarono prevalentemente ruoli di cacciabombardiere; peraltro le versioni del Vampire realizzate per l'impiego come caccia notturno furono utilizzate anche nel ruolo di intercettore diurno.
Nel periodo di massimo impiego, il Vampire fu impiegato contemporaneamente in 19 diversi reparti schierati in Europa, in Medio ed Estremo Oriente. I Vampire FB 5 furono impiegati in missioni di attacco durante l'insurrezione della Malaysia alla fine degli anni quaranta.
Dalla metà degli anni cinquanta il Vampire fu relegato dalla RAF al ruolo di addestratore avanzato, rimanendo in servizio fino al 1966.
Il Vampire fu acquistato da numerose forze aeree dei cinque continenti e per molte di esse (tra queste anche l'Aeronautica Militare) rappresentò il primo velivolo a reazione.
L'impiego in combattimento oltre al già citato conflitto malese avvenne durante la guerra d'Algeria nei reparti dell'Armée de l'air, durante la crisi di Suez tra le forze egiziane e durante la seconda guerra indo-pakistana nelle file indiane. Proprio durante questo conflitto, nel 1965 ebbe luogo l'ultimo scontro che impegnò il Vampire, quando quattro velivoli indiani furono intercettati ed abbattuti da due F-86 Sabre pakistani.

### Il DH.100 Vampire in Italia
Nei primi anni del dopoguerra, l'Aeronautica Militare cercava faticosamente, pur tra i limiti imposti dal trattato di pace, di risollevarsi dalla dura prova del conflitto riorganizzando i reparti e il materiale a disposizione. Grande era quindi il desiderio dei vertici dell'A.M. di avviare un programma di ammodernamento che, dismessi i velivoli ad elica residuati bellici che costituivano la sua prima linea, potesse portare l'arma aeronautica nell'era della propulsione a reazione.
D'altro canto l'industria aeronautica nazionale si trovava in quel periodo in una fase di pesante arretratezza tecnologica, sia nel campo delle cellule che in quello motoristico, tale da non poter offrire all'aeronautica militare soluzioni nazionali moderne, pur esistendo studi e progetti in tal senso come, solo per citarne alcuni, quello della Fiat con il G.80 e quello della SAI Ambrosini con il Sagittario.
Fu giocoforza quindi rivolgersi all'estero. La soluzione fu trovata nell'industria britannica, che in quel periodo spingeva per nuove esportazioni, e offriva cessione di know-how e licenze di produzione, di cui avrebbe beneficiato l'industria nazionale. La scelta cadde sul de Havilland DH.100 Vampire. Elemento decisivo per il consenso politico all'accordo fu quello di utilizzare per i pagamenti una parte degli 80 milioni di sterline, di cui l'Italia era creditrice, che erano stati congelati nelle banche inglesi allo scoppio della guerra.
Il 4 novembre 1948 il pilota collaudatore della de Havilland John Derry effettuò un volo con un Vampire FB. Mk. 5 da Hatfield a Roma, oltre 900 miglia (1 400 km), in due ore e cinquantanove minuti.
Nel settembre 1949 fu effettuato un nuovo volo dimostrativo che ebbe però conseguenze singolari, concludendosi con l'acquisizione di due esemplari di Vampire in “anteprima”.
Cinque Vampire del 73th Squadron della Royal Air Force decollarono da Nicosia diretti all'aeroporto della Malpensa per partecipare alla manifestazione aeronautica denominata “Giornata della Madonnina” con chiari intenti propagandistici, in vista dell'accordo.
Dopo lo scalo a Ciampino, la formazione ripartì il 23 settembre 1949 alla volta dell'aeroporto della Malpensa.
Giunti sul cielo della Lombardia, i piloti inglesi fecero la sfortunata esperienza della nebbia, che per effetto del riscaldamento del terreno e di fasce di umidità presenti a bassa quota, nascondeva completamente il suolo. Non riuscendo ad individuare l'aeroporto della Malpensa, costretti a vagare alla sua ricerca, terminato il carburante, furono obbligati ad un atterraggio di fortuna nei pressi dell'aeroporto di Ghedi.
Due aeroplani furono dichiarati non riparabili, due considerati in cattivo stato mentre il quinto, meno danneggiato, fu riparato, ma venne definitivamente rottamato dopo essere finito fuori pista al successivo decollo.
A questo punto il personale del 1º Reparto Tecnico Aeromobili (RTA), al comando del capitano Fernando Peroni, forte dell'esperienza acquisita nel “riportare in vita” durante la guerra ogni specie di velivolo incidentato, riuscì a “tirare fuori” dai Vampire abbandonati come rottami dagli inglesi, due esemplari volanti pienamente efficienti che si aggiunsero a quelli in via di ordinazione.
Il contratto di acquisto venne finalmente firmato il 24 ottobre 1949. Per l'occasione venne creato un consorzio di ditte aeronautiche, SICMAR (Società Italiana Commissionaria Materiale Aeronautico - Roma) costituito da Fiat Aviazione, Alfa Romeo e Aeronautica Macchi.
Il contratto prevedeva la fornitura di cinque velivoli FB. Mk.51, cinquantuno FB.52 e quattordici biposto DH.113 (dieci NF.54 e quattro NF.10) prodotti direttamente nel Regno Unito. A questi si aggiungevano centoventi FB.52 da produrre su licenza dalla Fiat e dalla Macchi. Il numero delle macchine da costruire su licenza venne poi incrementato a centocinquanta. L'ordine comprendeva inoltre sei turbogetti Goblin e parti di ricambio, da costruire sempre su licenza.
I primi cinque FB.51 presi dalle linee di produzione de Havilland, matricole da VZ252 a VZ256 assunsero le matricole militari da MM 6000 a 6004 (codici da S3-151 a S3-155) e giunsero in Italia con un volo da Hatfield ad Amendola, sede del neo costituito Nucleo Addestramento Volo a Reazione (NAVAR), tutto questo avvenne il'11 marzo 1950 pilotati da equipaggi italiani.
I primi velivoli destinati ai reparti operativi, 79ª Squadriglia e 81ª Squadriglia aeroplani del 6º Gruppo caccia del 4º Stormo caccia, arrivarono a Napoli-Capodichino nell'agosto 1951.
La grande professionalità di piloti e specialisti dell'Aeronautica Militare permisero già a settembre dello stesso anno, la partecipazione di sedici Vampire del 4º Stormo all'Esercitazione NATO “Cirrus 6” a Wiesbaden, in Germania, mentre quattro velivoli del 6º gruppo costituirono il nucleo della rinata Pattuglia Acrobatica Nazionale, quella del Cavallino Rampante al comando del capitano Giovanni Battista Ceoletta.
La pattuglia si esibì per la prima volta il 2 giugno 1952 durante l'Avio Raduno Internazionale di Roma Urbe.

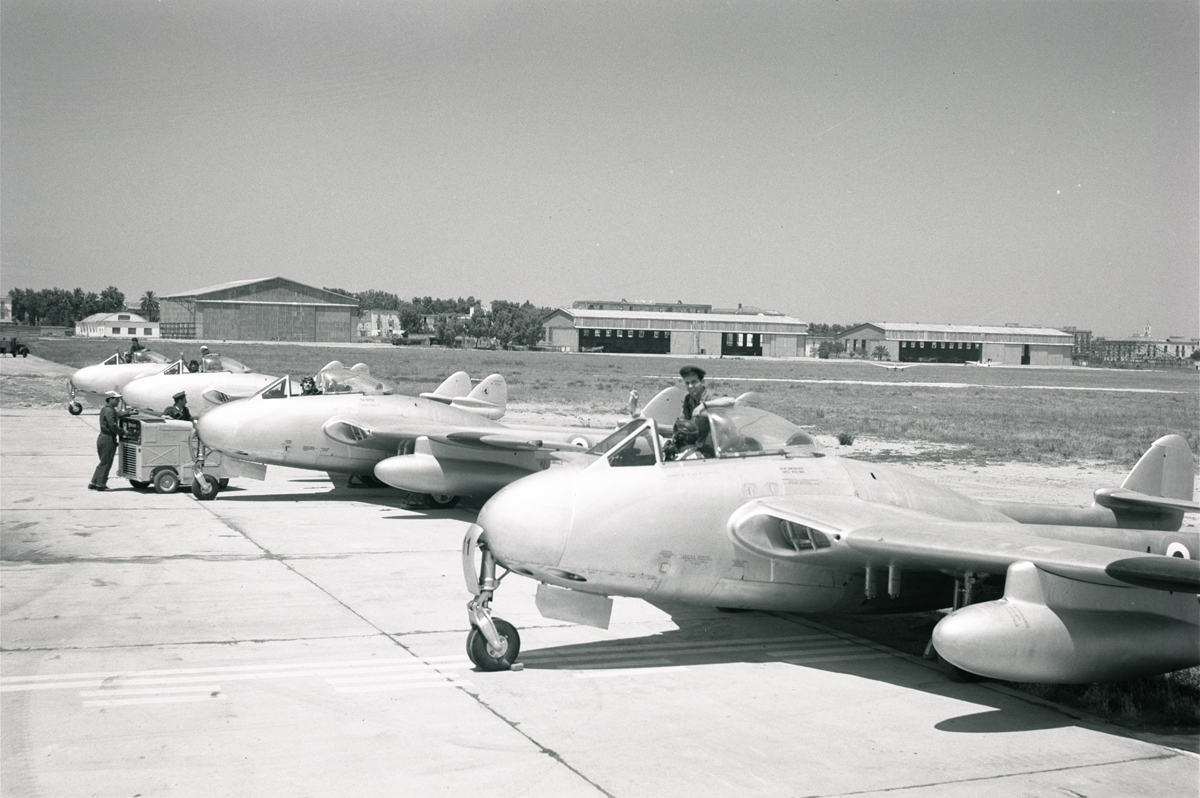
Vampire del Cavallino Rampante

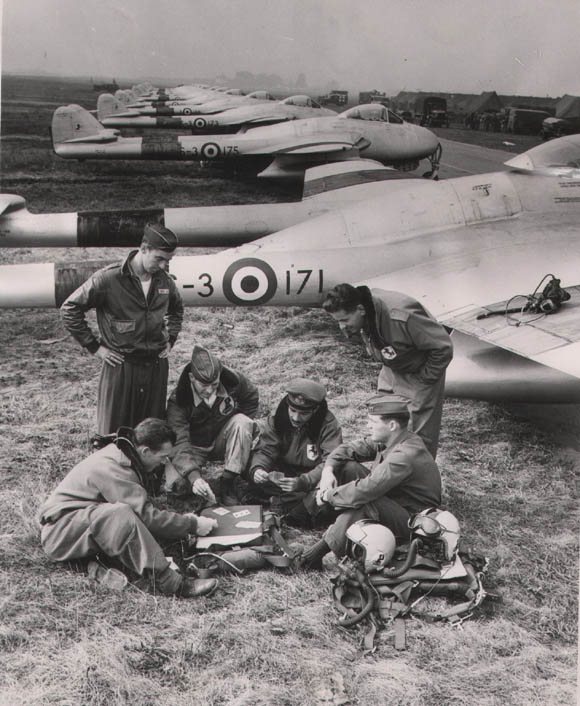
Piloti italiani e britannici si prendono una pausa durante l'Esercitazione NATO “Cirrus” a Wiesbaden, in Germania.

I Reparti utilizzatori del piccolo caccia furono il 7º Gruppo Scuola Caccia, il 2º Stormo sull'aeroporto di Orio al Serio, il 4º Stormo dislocato sulla base di Napoli-Capodichino, il 6º Stormo (che aveva assorbito il 6º Gruppo, il 1º settembre 1952), i Centri Addestramento al Volo della 1ª, 2ª e 3ª Zona Aerea, il Reparto Sperimentale di Volo con base a Ciampino e il Reparto Volo Stato Maggiore.
Tra il luglio 1950 e il dicembre 1951 fu completata la fornitura dei cinquantuno FB.52 di costruzione inglese più dieci set di parti di ricambio per l'assemblaggio in FIAT.
Questi velivoli assunsero le matricole da MM 6006 a MM 6019 (codici S3-156 a 166) e da MM 6024 a MM 6059 (codici S3-171 a 210).
Con l'avvio della produzione su licenza, la Macchi assemblò ventisette velivoli nello stabilimento in provincia di Varese (volo del primo velivolo il 18 dicembre 1951), mentre la Fiat ne produsse novantatré (da MM6023 a MM6142) nello stabilimento di Torino (volo del primo velivolo 22 dicembre 1951)
Un'ulteriore lotto di trenta velivoli venne suddiviso tra Macchi (diciassette) e Fiat (tredici) assumendo le matricole da MM 6155 a MM 6184.
I quattordici Vampire NF.54 iniziarono ad essere forniti, provenienti dallo stabilimento De Havilland di Hartfield prima e di Chester poi, a partire dal 4 giugno 1951 mentre gli ultimi esemplari vennero consegnati il 25 marzo 1953.
I tredici velivoli (il Vampire MM 6017 rimase incidentato il 28 ottobre 1951) furono presi in carico dal 3º gruppo scuola caccia che assunse la denominazione di Scuola Caccia Ogni Tempo (S.C.O.T.)

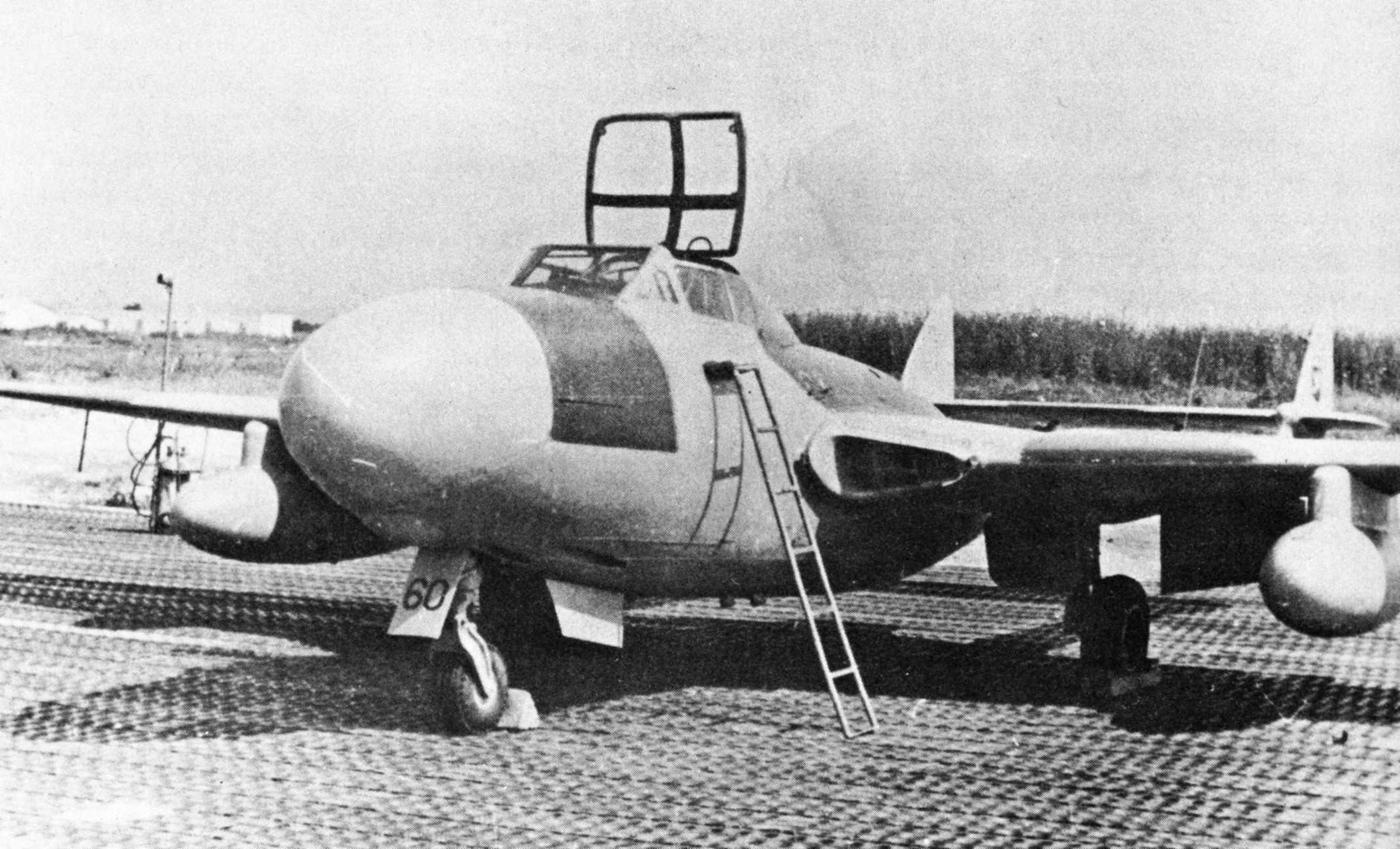
Un Vampire DH.113 NF54 biposto dell'Aeronautica Militare

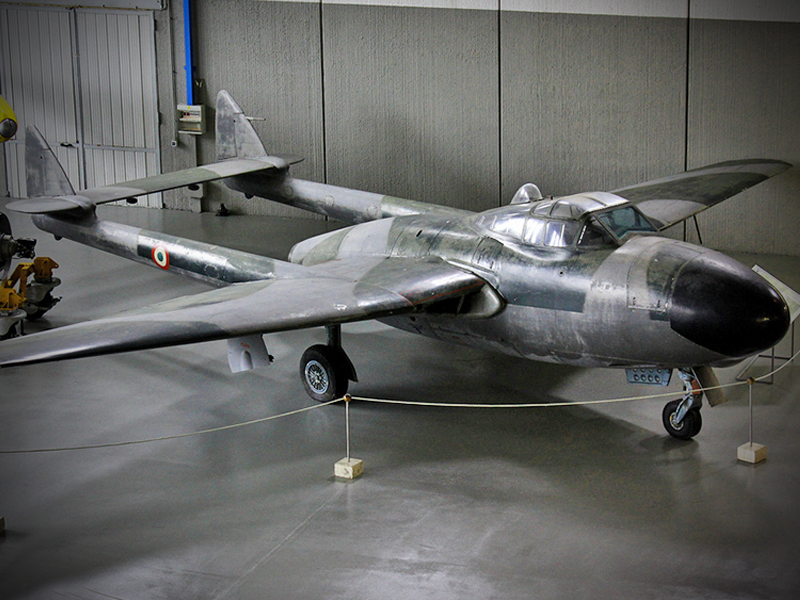
De Havilland DH.113 NF.54 MM 6152 conservato nel Museo dell'Aeronautica Militare di Vigna di Valle

Nel corso del loro pur breve servizio operativo, i Vampire italiani presero parte a numerose esercitazioni NATO compresi vari exchange visit con Squadron della Royal Air Force.
Per la prima volta dalla fine della seconda guerra mondiale, l'Aeronautica Militare si trovava ad utilizzare un velivolo da combattimento con un equipaggio di due uomini, pilota e navigatore-operatore radar, quest'ultimo seduto in posizione lievemente arretrata.
I Vampire NF.54 furono ritirati progressivamente dal servizio tra il maggio del 1956 e l'ottobre del 1959, sostituiti dall'F-86 K.
Un quantitativo di Vampire fu anche esportato. Per superare l'embargo posto dalla Gran Bretagna, l'Egitto si rivolse all'Italia che ricondizionò a cura della Macchi 58 FB.52 ex-AMI che furono venduti alla Royal Egyptian Air Force via Siria.
Di questi, quarantatré furono forniti nel corso del marzo 1956 dopo un volo di trasferimento Brindisi-Atene-Cairo, gli altri quindici disassemblati e trasportati via nave.
Per sostituire quelli consegnati all'Egitto, la Macchi costruì ulteriori quarantacinque velivoli.
Lo Stato Maggiore dell'Aeronautica era intenzionato a fare del Vampire il capostipite di una serie di aerei britannici in servizio nell'A.M.. Pertanto nel 1953 acquistò per valutazione due de Havilland DH.112 Venom da usare come materiale campione per una futura produzione in serie.
Con l'avvio del programma di aiuti militari MDAP e la concessione delle licenze di produzione dei velivoli statunitensi ai paesi membri della NATO, lo Stato Maggiore dell'Aeronautica orientò le politiche di approvvigionamento verso i velivoli statunitensi.
I Vampire furono progressivamente sostituti, nel corso degli anni 60, dai Republic F-84 Thunderjet e North American F-86 Sabre.

### I Vampire conservati in Italia
Un esemplare di DH.100 Vampire FB.52 è conservato presso il Museo nazionale della scienza e della tecnologia Leonardo da Vinci. Fa parte della serie di velivoli costruiti dalla Macchi.
Un esemplare è esposto presso il Parco e Museo del Volo di Volandia. Il Vampire, esposto con le insegne di un FB.52A del 154º Gruppo del 6º Stormo di Ghedi (BS) è in realtà l’FB.6 n° 668 costruito in Svizzera nel 1952 dalla EFW (Eidgenössiche Flugzeugwerk, fabbrica aeronautica federale). Ha prestato servizio con l’aeronautica svizzera con la matricola J-1159. Venduto all’asta nel 1991, è stato acquistato dall’Association Varoise Avions de Collection che lo ha mantenuto in condizioni di volo come F-AZHJ nei colori dell’aviazione di marina francese. Acquistato dalla Fondazione Museo dell’Aeronautica, ha concluso la carriera atterrando a Malpensa l’8 aprile 2010.
Un esemplare di DH.113 NF.54 (MM 6152) con le insegne della Scuola Caccia Ogni Tempo di Amendola è esposto presso il Museo storico dell'Aeronautica Militare di Vigna di Valle sul lago di Bracciano.

## Versioni
- DH 100 : tre prototipi.
- F 1 : versione da caccia (monoposto) prodotto per la RAF in 244 esemplari.
- Mk.II : tre prototipi (di cui due convertiti dalla precedente serie), dotati di motore turbogetto Rolls-Royce Nene.
- F 3 : caccia, monoposto; dopo la conversione di due prototipi dalla serie Mk.I, furono prodotti 202 esemplari, di cui 20 acquistati dalla Norvegia per la Kongelige Norske Luftforsvaret.
- Mk.IV : versione prevista con l'impiego dei Rolls-Royce Nene; nessun seguito produttivo.
- FB 5 : cacciabombardiere, monoposto. Dotato di motore Goblin 2; prodotto in 1 118 esemplari, di cui 88 esportati.
  - FB 25 : variante della versione FB 5; 25 velivoli esportati in Nuova Zelanda, per la Royal New Zealand Air Force.
- FB 6 : cacciabombardiere, monoposto. Montava il motore Goblin 3; prodotto in 278 esemplari di cui 100 costruiti in Svizzera ed impiegati dalla Fliegertruppe svizzera.
  - FB 51 : prototipo per la versione da esportare in Francia.
  - FB 52 : cacciabombardiere; versione per l'esportazione del FB 6, costruita in 101 esemplari.
  - FB 52A : cacciabombardiere; 80 esemplari costruiti in Italia, su licenza.
  - FB 53 : cacciabombardiere; costruito su licenza in Francia con il nome di Sud-Est Mistral.
- Mk.VIII: si trattò di un singolo esemplare della versione Mk.I rimotorizzato con un turbogetto de Havilland Ghost.
- FB 9 : cacciabombardiere monoposto; sostanzialmente era la versione tropicalizzata (mediante aggiunta di impianto di condizionamento dell'aria) del FB 5. Ne vennero costruiti 326 esemplari.
- Mk.X (DH 113): prototipo biposto dotato di motore Goblin; due esemplari.
  - NF 10 : caccia notturno, biposto; prodotto per la RAF in 66 esemplari.
  - NF 54 : versione per l'Aeronautica Militare del caccia notturno NF 10; 29 esemplari costruiti.
- Mk.XI (DH 115) Vampire Trainer : addestratore biposto; un singolo esemplare prodotto su iniziativa privata della casa costruttrice.
  - T 11 : addestratore biposto; dotato di motore Goblin 35, venne prodotto in 731 esemplari.
  - T 55 : versione per l'esportazione dell'addestratore DH 115; vennero costruiti 216 velivoli ed altri 6 vennero convertiti dalla versione T 11.
- F 30 : caccia monoposto; dotato di motore Rolls-Royce Nene. Prodotto direttamente in Australia, in 80 esemplari per la Royal Australian Air Force.
- FB 31 : cacciabombardiere; anche in questo caso il motore era un Rolls-Royce Nene. Costruito in Australia, in 29 esemplari.
- F 32 : un singolo F 30 dotato di impianto di condizionamento dell'aria.
- T 33 : addestratore biposto; dotato di motore Goblin. Ancora una volta costruito in Australia, venne realizzato in 36 esemplari.
- T 34 : addestratore biposto per la Royal Australian Navy; cinque velivoli, costruiti in Australia.
  - T 34A : esemplari della versione T 34 dotati di seggiolini eiettabili.
- T 35 : nuova versione di addestratore biposto; costruito in 68 esemplari, in Australia.
  - T 35A : conversione dei velivoli della versione T 33 alla configurazione T 35.
- FB 50 : cacciabombardiere; versione esportata in Svezia (dove la designazione è divenuta J 28B); 310 velivoli costruiti su licenza dalla Saab, di cui 12 convertiti in addestratori nella configurazione T 55.

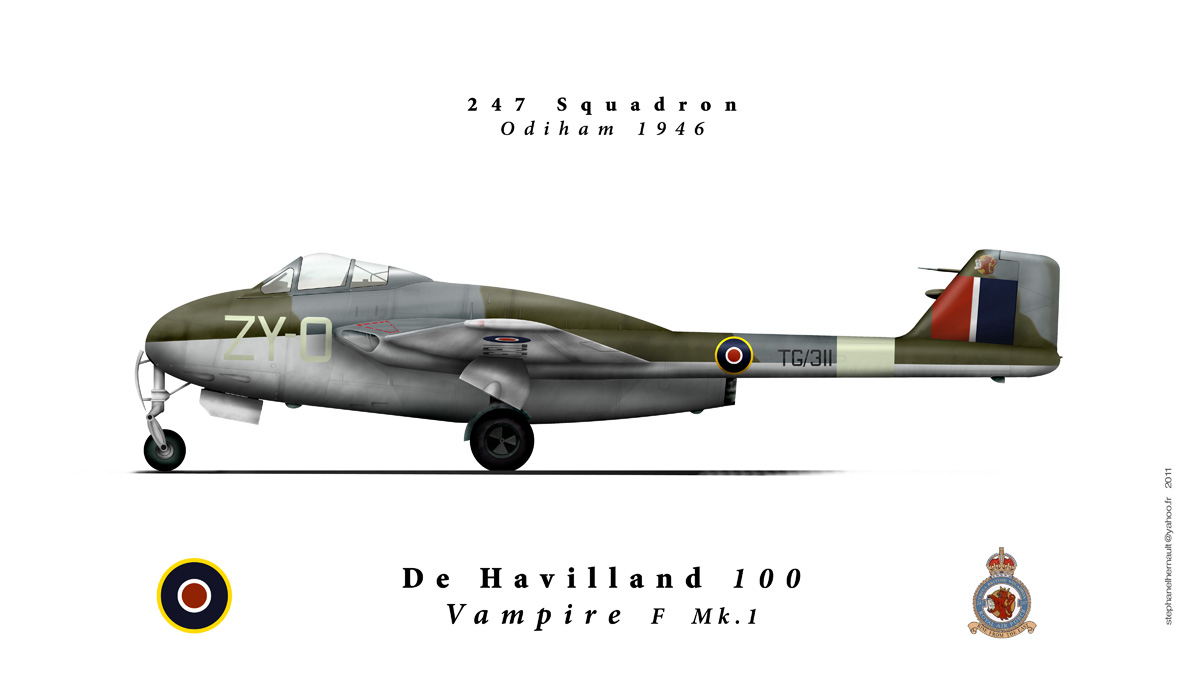
Vampire Mk1
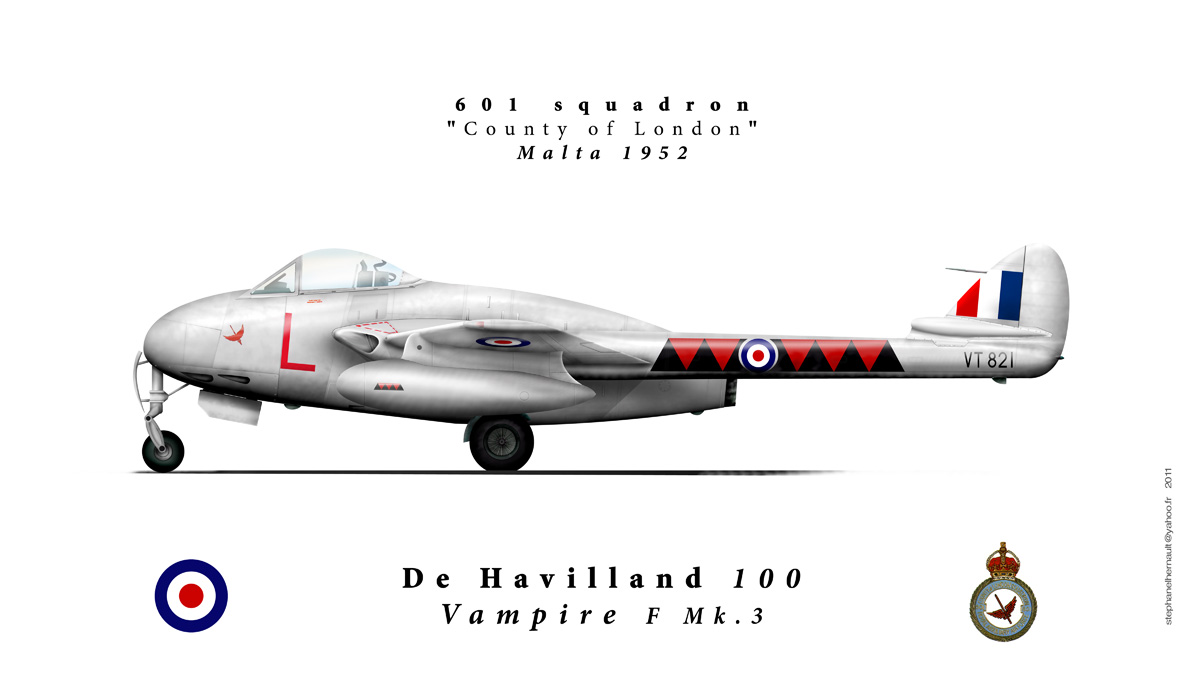
Vampire Mk3
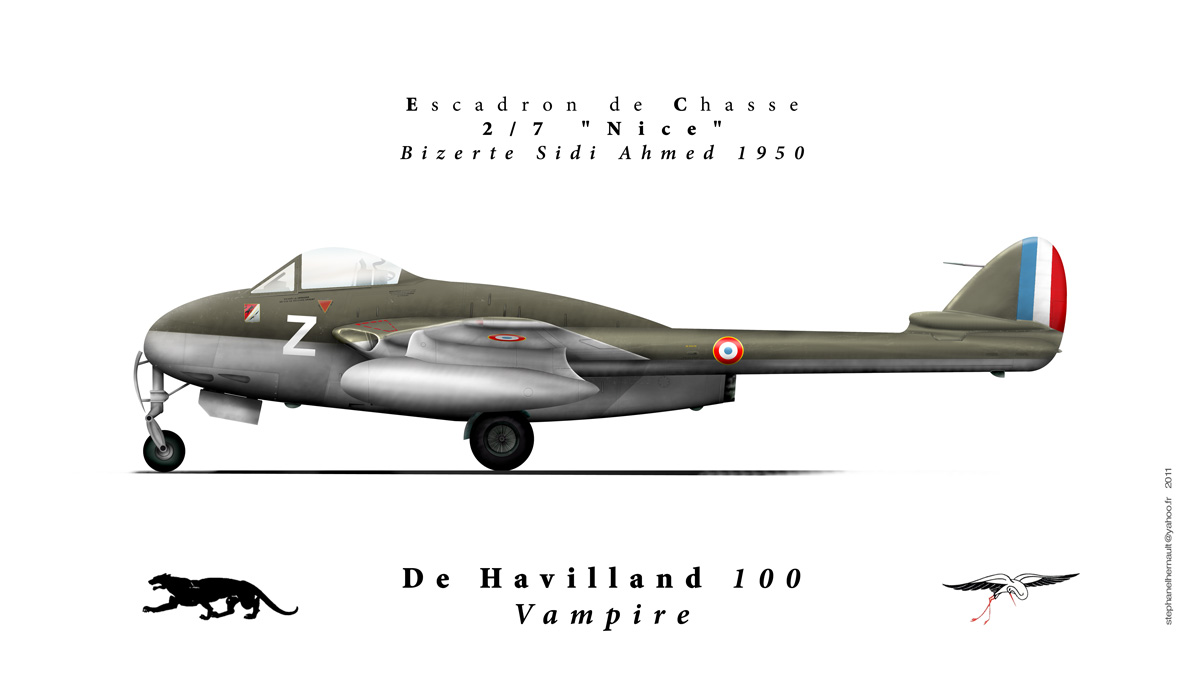
Vampire Mk5
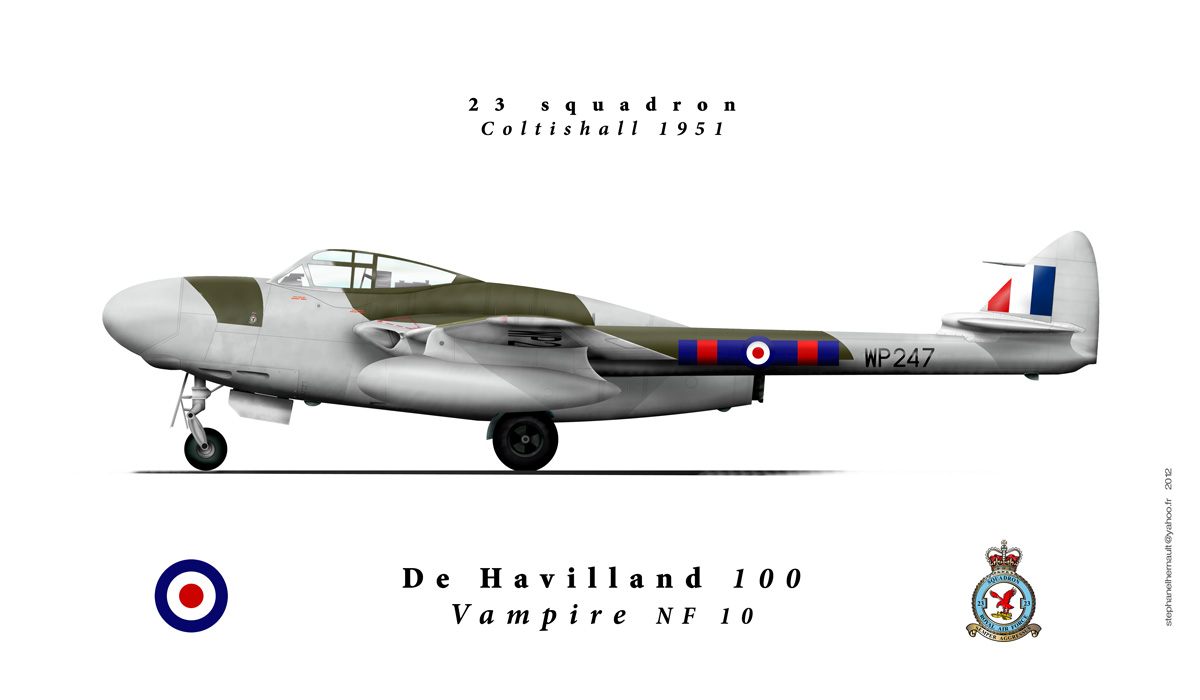
Vampire NF10
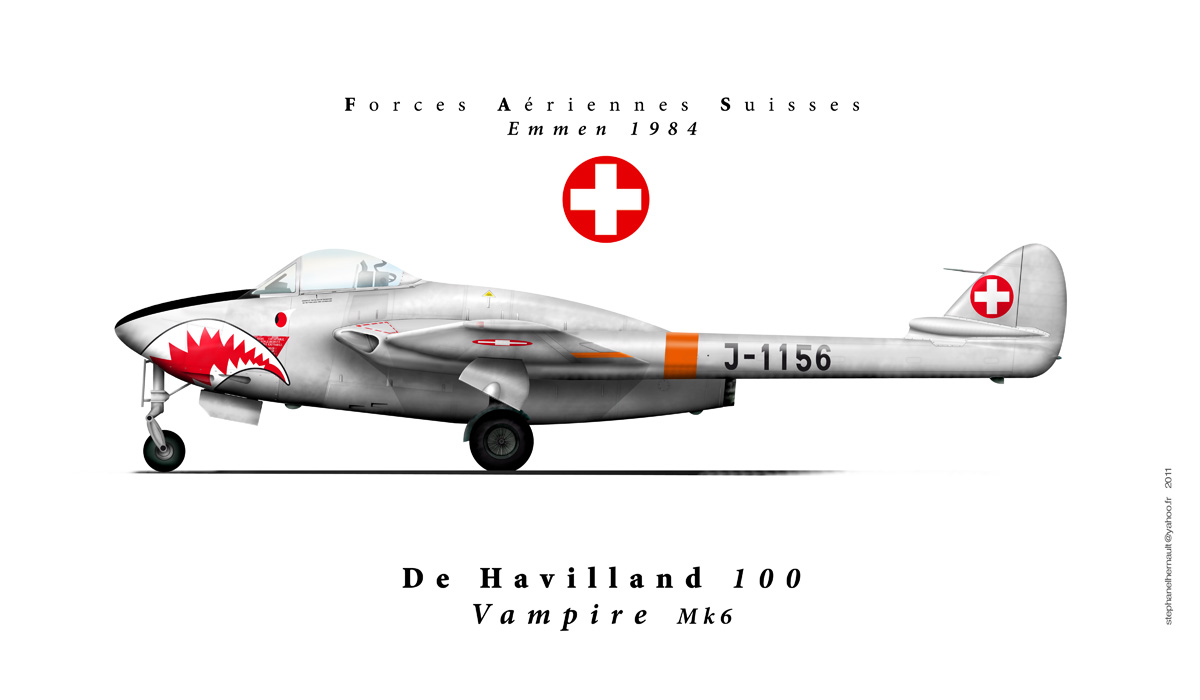
Vampire Mk6
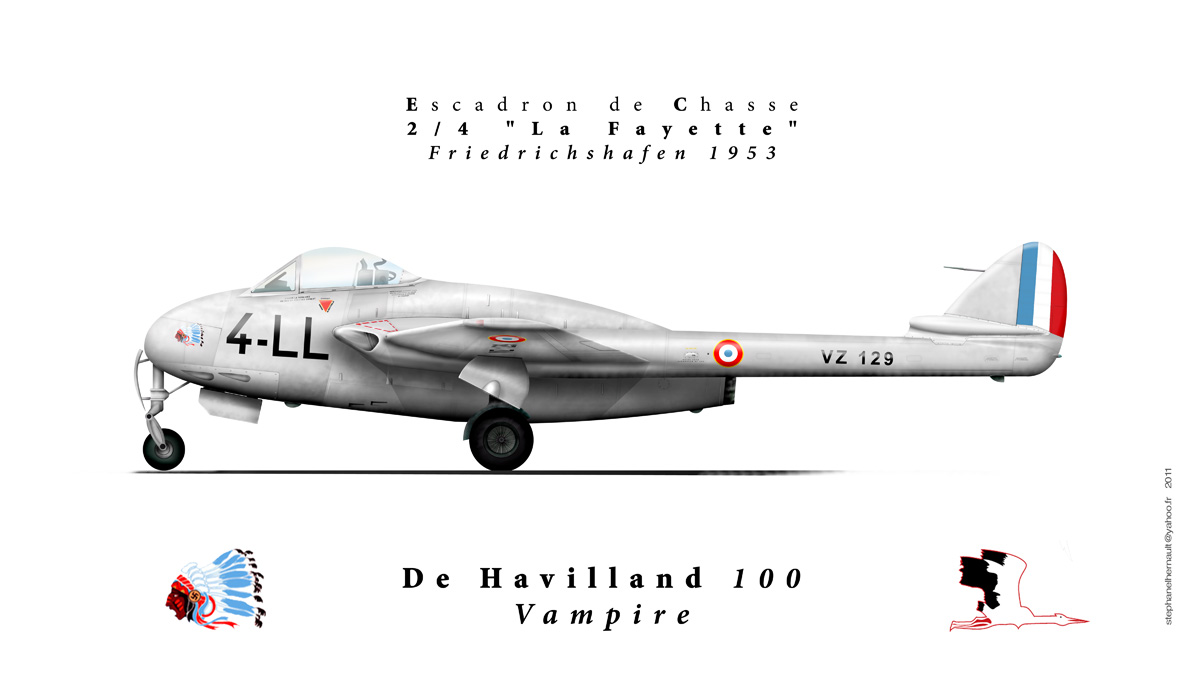
Vampire Mk5
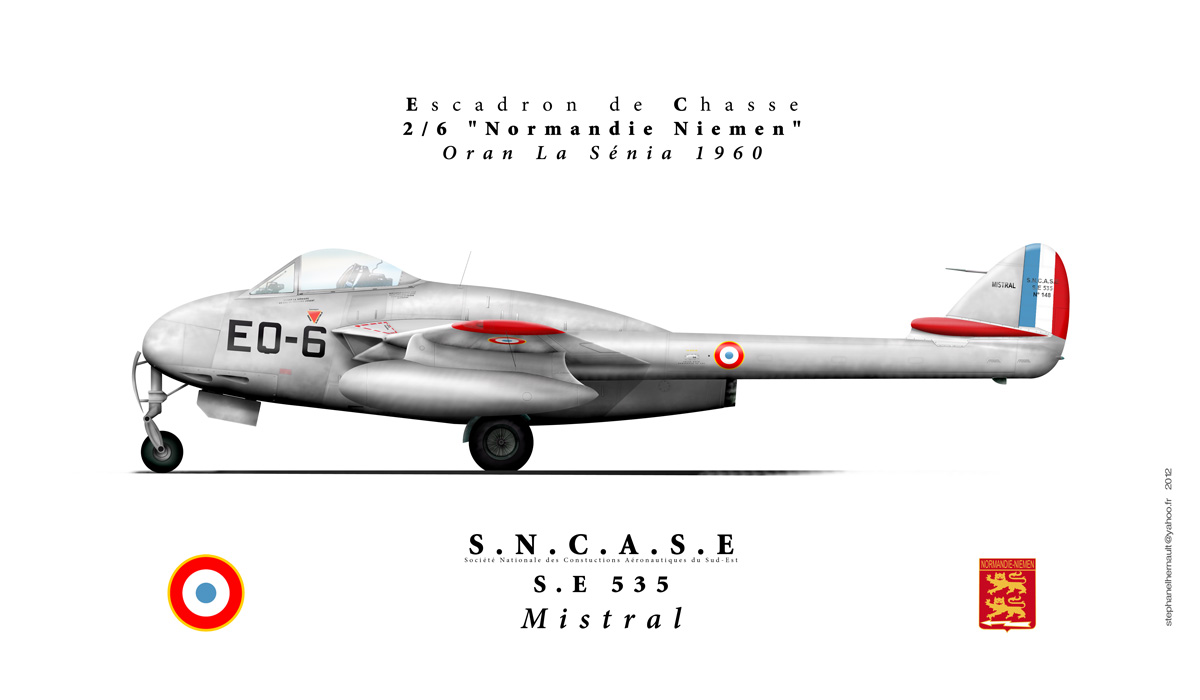
SNCASE Mistral
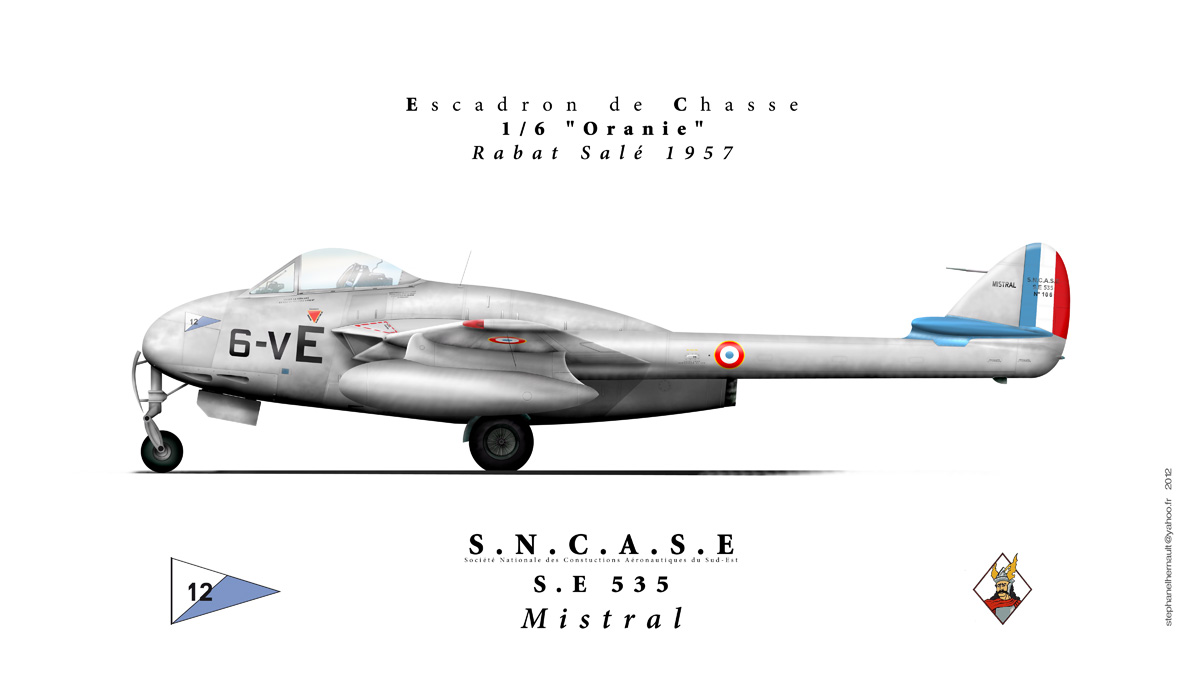
SNCASE Mistral

### Sea Vampire
La Fleet Air Arm, la componente aerea della Royal Navy fu interessata al Vampire fin dall'inizio del progetto. Il secondo prototipo del Vampire dotato di ipersostentatori maggiorati e freni aerodinamici aveva volato all'inizio di maggio 1945 per avviare un programma di studi ed esperienze in merito alle capacità di operare su portaerei.
Proseguendo tale attività, il secondo prototipo fu modificato dotandolo di un gancio d'arresto, un tettuccio a goccia e un motore Goblin II. Il 3 dicembre 1945, il prototipo così "navalizzato" pilotato dal lieutenant commander Eric Brown effettuò il primo appontaggio e decollo da una portaerei, per la precisione la HMS Ocean, alla fonda di fronte all'isola di Wight.
Nonostante il successo ottenuto con il programma di sperimentazione, la Fleet Air Arm giunse alla conclusione che il Sea Vampire non era adatto al servizio come aereo navale, ma si sarebbe rivelato utile come addestratore e macchina di valutazione per preparare i futuri piloti al passaggio dall'elica al jet.
Pertanto, nei primi mesi del 1947 fu emesso un ordine per un primo lotto di Sea Vampire F.20, pari a 30 velivoli, di cui solo 18 furono consegnati, ottenuti modificando cellule di Vampire F.3 o F.5. Le modifiche riguardavano gli ipersostentatori di superficie più ampia, l'adozione di aerofreni, del gancio di arresto, di un carrello d'atterraggio rinforzato e allungato e l'adozione delle estremità alari tronche utilizzate sul modello FB.5. Le consegne iniziarono nell'ottobre 1948.
I Sea Vampire F.20 furono ritirati dal servizio a partire dal 1956, per essere definitivamente rottamati nel 1960.
La necessità per la Royal Navy d'incrementare l'autonomia dei primi aviogetti, la spinse a collaudare una soluzione insolita, consistente nel rimuovere completamente il carrello dal velivolo imbarcato, risparmiando peso, ma mantenendo il gancio di arresto. Il velivolo avrebbe dovuto appontare direttamente sul ventre della fusoliera, confidando nel fatto che la portaerei sarebbe stata dotata di un ponte flessibile per contribuire all'arresto del velivolo in uno spazio ridotto.
Dopo un primo tentativo non riuscito effettuato presso il Naval Aircraft Department a Farnborough il 29 dicembre 1947, i vertici della Royal Navy, per nulla scoraggiati, procedettero alla conversione di tre esemplari dell'F.20 denominati Sea Vampire F.21 rinforzando la parte inferiore della fusoliera ed applicando altre modifiche minori. Le prove di appontaggio sul "ventre" continuarono nel corso del 1948 e del 1949 utilizzando una apposita struttura in gomma appositamente realizzata ed installata sulla portaerei HMS Warrior. Nonostante il successo di tali valutazioni, nel corso del 1950 questa tecnica fu definitivamente abbandonata.
La Royal Navy acquisì inoltre 73 addestratori biposto T.11 che, con modifiche minori, assunsero la denominazione di Sea Vampire T.22 e furono consegnati tra il 1952 e il 1955. Questi esemplari che non avevano capacità di operare su portaerei restarono in servizio fino ai primi anni sessanta e nel corso della loro carriera furono aggiornati con l'installazione di seggiolini eiettabili e di tettuccio completamente a goccia.
- Vampire LZ551/G : secondo prototipo del Vampire dotato di gancio d'arresto e utilizzato per le prove di appontaggio al Royal Aircraft Establishment di Farnborough
- Sea Vampire F 20 : corrispondente navalizzato del FB 5; 18 velivoli, prodotti negli stabilimenti della English Electric.
- Sea Vampire F 21 : tre esemplari (per conversione da altre versioni) utilizzati per collaudi e prove.
- Sea Vampire T 22 : addestratore biposto, prodotto in 73 esemplari.

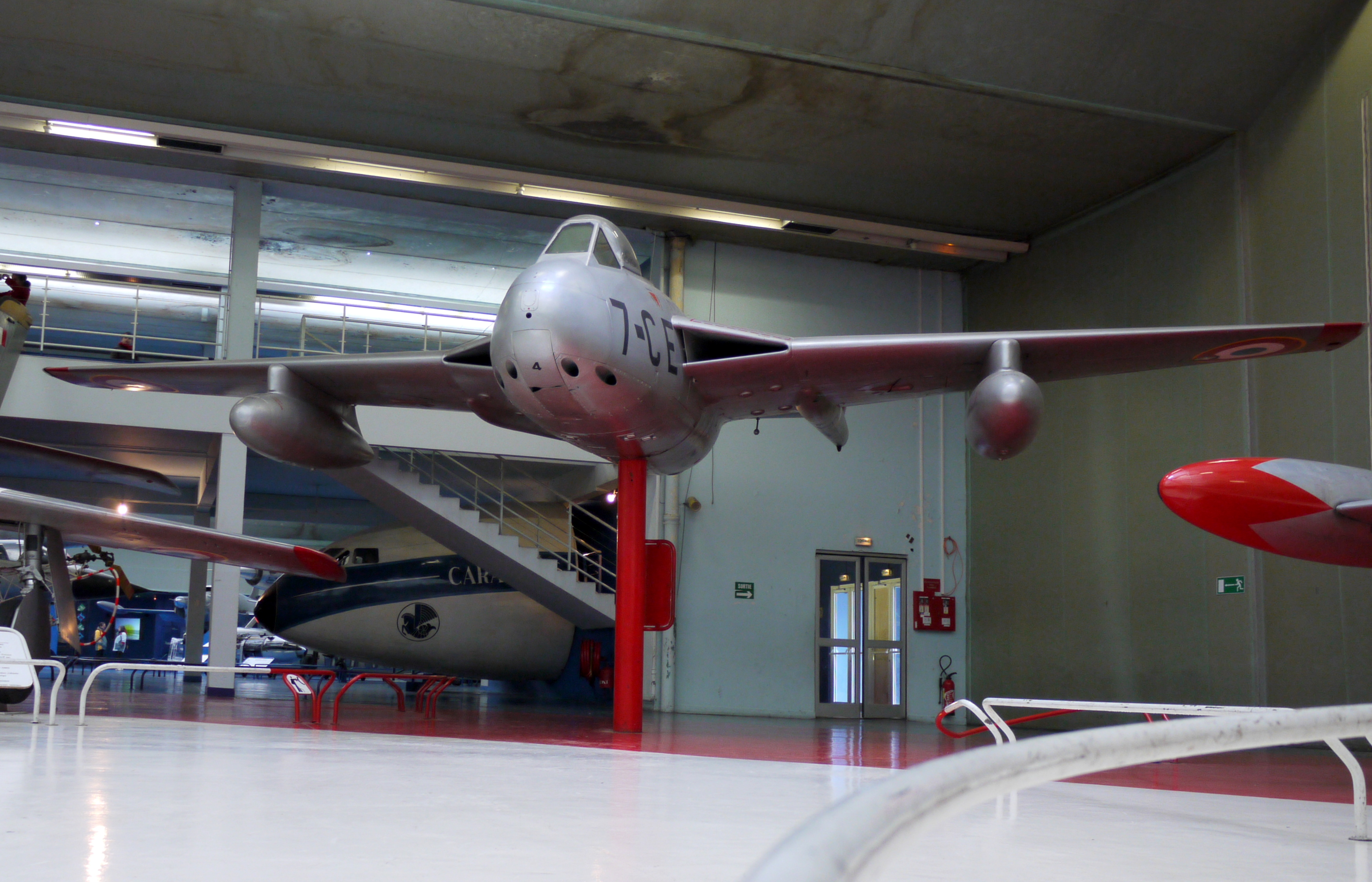
Un Mistral esposto al Musée de l'air et de l'espace di Parigi.

### Sud-Est Mistral
La Francia acquistò la licenza per la produzione del Vampire in versione cacciabombardiere e del motore Rolls-Royce Nene. Dopo l'assemblaggio di 67 Vampire FB Mk 5 con componenti forniti dall'industria britannica e ulteriori 120 velivoli costruiti integralmente in Francia, la SNCASE iniziò lo sviluppo di una versione più potente. Identificato come Vampire FB 53 nel Regno Unito e come SE 530 in Francia dalla Sud-Est, sviluppato su iniziativa dell'Armée de l'air, il Mistral (Maestrale) come fu battezzato lo SE 530, utilizzava come cellula base quella di un FB MK 5 mentre l'impianto propulsivo era costituito da un Rolls-Royce Nene (costruito su licenza in Francia dalla Hispano-Suiza) da 22,2 kN di spinta (2 268 kgf).

Le modifiche introdotte interessarono le prese d'aria alla radice alare che furono maggiorate per soddisfare la maggior portata d'aria richiesta dal Nene, dotato di un compressore centrifugo con palette su entrambi i lati del compressore, adottando la geometria del condotto di adduzione utilizzata dal prototipo dell'Hawker P.1040 SeaHawk. Fu incrementata la capacità del serbatoio del combustibile, introdotta la cabina pressurizzata e un seggiolino eiettabile SNCASO.
Dopo una prima preserie di quattro velivoli, il cui primo volo avvenne il 1º aprile 1951, furono costruiti 97 esemplari di serie SE-532 con motore Hispano-Suiza Nene 102B a partire da dicembre 1951.
A questa prima serie seguirono 150 esemplari di SE-535, spinti dalla versione 104 del Nene, l'ultimo dei quali fu consegnato il 25 marzo del 1954.
Il modello SE-535, oltre alla dotazione normale di quattro cannoni automatici Hispano Mk V calibro 20 mm, poteva trasportare otto razzi non guidati T-10 o HVAR (High Velocity Aircraft Rocket), oppure due bombe da 450 Kg. Il Mistral entrò in servizio nell'Armée de l'air nel 1952 e fu ritirato nel 1961.
Esemplari prodotti:
- SE-530: 4 prototipi, il cui primo volo avvenne il 1º aprile 1951;
- SE-532: 94 esemplari, dotati di motore Hispano-Suiza Nene 102B;
- SE-535: 150 esemplari, motorizzati con la versione 104 del Nene e dotati di seggiolino eiettabile.

## Utilizzatori

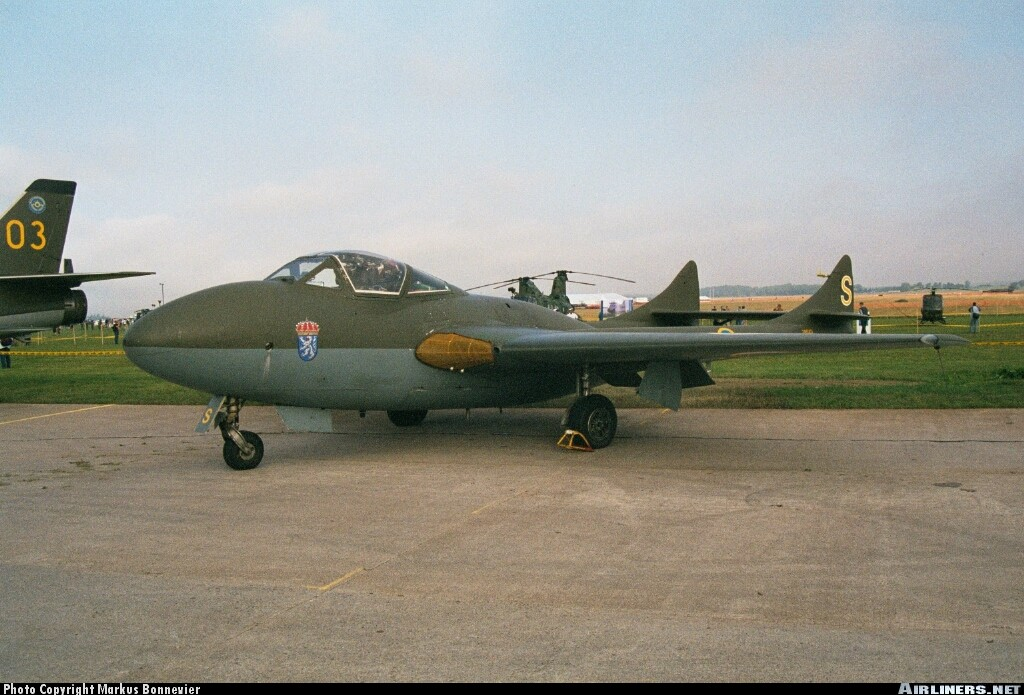
Un J28, denominazione svedese del Vampire biposto, nella livrea della Svenska Flygvapnet.

Austria
- Österreichische Luftstreitkräfte

 Australia
- Royal Australian Air Force

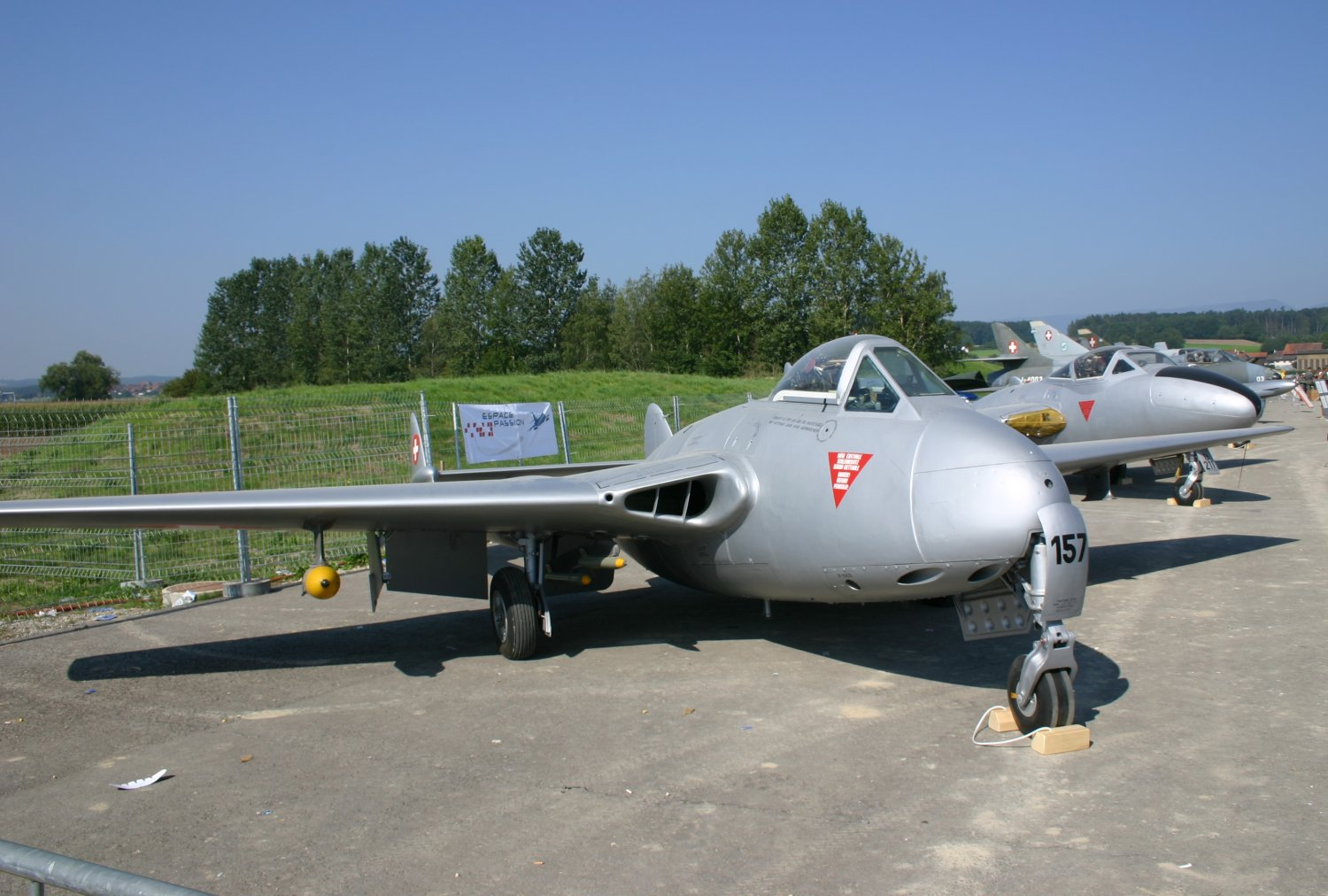
Due Vampire accostati, la versione monoposto in primo piano ed in secondo piano il biposto.

- Royal Australian Navy (Fleet Air Arm-RAN)

 Birmania
- Tatmadaw Lei

 Canada
- Royal Canadian Air Force

 Cile
- Chilean Air Force

 Rep. del Congo
- Armée de l'Air du Congo

 Rep. Dominicana
- Fuerza Aérea Dominicana

25 esemplari della versione F 1 e 17 della FB 50 (ex Svenska Flygvapnet);
 Egitto
- Royal Egyptian Air Force

 Egitto
- Al-Quwwat al-Jawwiya al-Misriyya

 Finlandia
- Suomen ilmavoimat

 Francia
- Armée de l'air

 India
- Bhartiya Vāyu Senā

 Iraq
- Al-Quwwat al-Jawwiyya al-'Iraqiyya

 Irlanda
- Aer Chór na hÉireann

6 Vampire T.55 acquistati ed in servizio fino al 1975.
 Italia
- Aeronautica Militare

 Giappone
- Kōkū Jieitai

 Libano
- Al-Quwwat al-Jawwiyya al-Lubnaniyya

 Messico
- Fuerza Aérea Mexicana

ritirati dal servizio operativo nel 1970
 Nuova Zelanda
- Royal New Zealand Air Force

 Norvegia
- Kongelige Norske Luftforsvaret

 Portogallo
- Força Aérea Portuguesa

 Regno Unito
- Royal Air Force
- Fleet Air Arm

 Sudafrica
- Suid-Afrikaanse Lugmag

 Svezia
- Svenska Flygvapnet

F 1 (J 28A): 70 esemplari; FB 50 (J 28B): 310; T 55 (J 28C): 57
 Svizzera
- Forze aeree svizzere

 Venezuela
- Fuerza Aérea Venezolana

## Cultura di massa
Il pilota di un de Havilland Vampire della Royal Air Force è il protagonista di un romanzo breve di Frederick Forsyth, intitolato The Shepherd e edito nel 1975, pubblicato poi in Italia da Mondadori nel 1976 con il titolo Il pilota. L’autore stesso è stato uno dei più giovani piloti della Royal Air Force, all’età di soli 19 anni.

## Modellismo
- (EN) Vampire_SE.535 Mistral, su Cybermodeler Online, http://www.cybermodeler.com, Data pubblicazione 22-06-2009. URL consultato il 6 gennaio 2010 (archiviato dall'url originale il 26 giugno 2009).